# 辛普森案
辛普森谋杀案（英語：O. J. Simpson murder case），正式名称为加利福尼亞州人民訴奥伦塔尔·詹姆斯·辛普森（英語：The People of the State of California v. Orenthal James Simpson），是美国加利福尼亞州最高法院对前美式橄榄球明星、演员O·J·辛普森进行的刑事诉讼，辛普森在该案中被指控于1994年犯下两宗谋杀罪，受害人为其前妻妮可·布朗·辛普森及其好友罗纳德·高曼。该案被称为是美国历史上最受公众关注的刑事审判案件。在经历了创加州审判史纪录的长达九个月的马拉松式审判后，辛普森被判无罪。
辛普森聘用了众多知名律师为自己辩护，律师团最初由罗伯特·夏皮罗（Robert Shapiro）领衔，后由约翰尼·科克伦（Johnnie Cochran）和凯尔·卡瑞（Kyle Currie）接替。洛杉矶县自信该案证据确凿，但是律师科克伦成功说服陪审员相信DNA证据存在合理怀疑的部分（在当时的审判中这是一种较新的技术），理由包括血样证据被实验室科学家及技术人员错误处理，其他证物采集时的环境不合理等。科克伦及辩护律师团还宣称洛杉矶警察局有其他失职行为。辛普森在美国的名气加之全程的电视转播，使得全美国的注意力都被吸引到该案上来，因此辛普森案也被称作“世纪审判”。刑事审判结束后进行的全国性调查，显示出大多数黑人与白人对辛普森有罪与否的评价存在天壤之别。
随后，布朗和高曼的家人都提起民事訴訟，要求辛普森支付民事赔偿。1997年2月5日，陪审团一致认为，有足够证据说明辛普森应为高曼的枉死和对布朗的殴打行为支付民事赔偿。2008年2月21日，一家洛杉磯法庭宣布對其民事判決維持原判。
2024年4月，在辛普森去世之后，证人约翰·邓顿（John Dunton）声称辛普森雇凶杀人。

## 审判缘起

### 案发
1994年6月12日晚上23:35左右，美国洛杉矶市蒙塔纳大街的居民施瓦布（Schwab）在外出散步时发现了一条秋田犬，他将这条狗带回家后又交给了邻居博兹泰佩（Boztepe）。不久后，博兹泰佩同太太带这条狗外出寻找它的主人，在狗的牵引下最终来到了南邦迪大道875号，博兹泰佩夫妇在那里发现了一具横躺在地上的女尸，这正是本案受害人妮可·布朗·辛普森。报警之后，警察又在房间内发现另一具尸体，为罗纳德·高曼，是一位餐廳男服務生。二人都死于利器刺伤，妮可尔的两个孩子西德尼（Sydney，8岁）和贾斯汀（Justin，5岁）正在楼上的房间内熟睡。奧倫塔爾·詹姆斯·辛普森和妮可尔·布朗·辛普森已经在两年前离婚。警方在现场搜集到的证据使他们开始怀疑奧倫塔爾·詹姆斯·辛普森就是凶手。妮可尔咽喉部被刺中多刀，几近斩首；脊椎也几乎断裂，面部浮肿。布朗饲养的美国秋田犬曾于当晚十一时在凶案现场狂吠，而检方认定凶案发生的时间介于晚上22:15到22:40之间。

### 低速追捕
律师说服警方同意辛普森在6月17日上午11时自首，尽管双重凶杀案的指控意味着无法保释，并且一旦罪名成立，很可能被判死刑——双重凶杀案在加州最高可判处死刑。1994年6月17日，逾千名记者在警局门口等候辛普森。令人疑惑的是他并未按时现身。下午2时，警察发布全域通告（all-points bulletin）。辛普森的好友兼辩护律师罗伯特·卡戴珊向媒体宣读了一封内容杂乱的辛普森亲笔信。在信中，辛普森声称：“首先大家要知道，我和妮可尔被谋杀毫无牵连……不要为我难过。我过得很好。” 对于大多数人来说，这听起来像是遗书，于是记者也加入搜寻辛普森的行列中。辛普森当时正和《花花公子》杂志封面女郎特拉奇·阿代尔（Traci Adell）交往，当晚曾有人看到辛普森和她在一起（她接受了讯问，但避开了争议点）。
警方追踪到辛普森汽车上无线电话的通话曾从橙县打出过电话。一名治安官驾车巡逻时，目击到一辆辛普森好友阿尔·考林斯名下的福特烈马（Bronco）白色越野车沿405号州际公路向南行驶。当警官试图靠近越野车时，驾车的考林斯大声警告道，辛普森正持枪对着他的脑袋。警官不得不后撤，但仍以56千米/小时（35英里/小时）的低速紧跟其后。
起初，由鲍勃·特尔（Bob Tur）驾驶、KCBS电视台租赁的洛杉矶通讯社（Los Angeles News Service）的直升机独家报道了追捕场面，其他媒体此后也纷纷介入。全国广播公司（NBC）还为此改变了1994年NBA总决赛第五场休斯敦火箭对纽约尼克斯的直播，主画面报道追捕，主播声音取代比赛声音，比赛画面被分屏到角落。
广播电台KNX也全程直播了这次低速追车。USC体育频道宣布皮特·阿伯加斯特（Pete Arbogast）和该台制作人奥兰·桑普森（Oran Sampson）已联系上前南加州大学教练约翰·麦凯（John McKay），请他通过直播的方式劝导辛普森结束这场追逐。麦凯表示同意，并请求辛普森停车自首，不要自杀。
数千名围观者聚集在追车道路经过的立交桥上，等待白色越野车的出现。一些人准备了要求辛普森逃跑的标语，而其他人则融入现场节日般的气氛中。超过20架直升机追踪报道这次追捕。当地和全国电视新闻节目中都报道了该事件，有9500万观众收看。美国广播公司新闻频道（ABC News）全程直播了追捕过程，由主播彼得·詹寧斯和芭芭拉·沃尔特斯主持，收视创下了当周最高。
追捕持续到晚上8时，直到到达辛普森在布伦特伍德的家，此时已经行驶了50英里的路程。辛普森被准许进入家中逗留1个小时。他的律师罗伯特·夏皮罗赶到，数分钟后，辛普森投案自首。
尽管辛普森当时持有装有弹药的枪支，作为司机的考林斯让当局不得不进行追逐拉锯战，但两人都未因此事受到任何指控。检方在庭审过程中也没有出示有关证据，证明当时辛普森是否拿枪对着考林斯。但警方宣称他们的确在越野车中找到了一把枪。

## 刑事审判
辛普森对两宗谋杀案做无罪辩护。法院召集大陪审团决定是否对两宗谋杀案起诉辛普森。两天后的6月23日，因媒体过度报道可能影响中立性，大陪审团宣布解散。布伦特伍德居民Jill Shively作证时称，她曾在事发当晚，看到辛普森驱车从妮可尔的屋子附近离开，并称他驾驶的越野车在行驶至邦迪大道和圣维森特大道（San Vicente Boulevard）交叉口时，差点同一辆日產汽車相撞。另一名大陪审团证人，刀具经销商Jose Camacho则声称曾向辛普森出售过一把15英寸（约合380毫米）长的德制刀，这把刀正与三周前命案中凶手用的刀相同。由于Jill Shively和Jose Camacho将自己的见闻卖给了媒体，检方未在刑事审判中传唤两人。其中Jill Shively以5,000美元的酬劳上了电视节目《Hard Copy》，Jose Camacho则把他的故事以12,500美元的价格卖给了《國家詢問報》（National Enquirer）。
在一周的预审之后，7月7日，加州高等法院一名法官认为起诉辛普森谋杀的相关证据充足。而7月23日辛普森第二次庭审时，辛普森表示，自己“绝对，百分之百的，无罪”。
洛杉矶警署资深警探Tom Lange主导凶案的调查工作。1995年，长达134天对O·J·辛普森的刑事诉讼开始。检方决定不要求判处其死刑，转而希望其被判终身监禁。
庭审于1995年1月25日开始，全程有电视直播。大部分由CourtTV播出，其餘则通过其他有线台或电视网播出。洛杉矶县检察官克里斯多福·达登（Christopher Darden）认为，辛普森因为心生嫉妒，谋杀了自己的前妻。检方以1989年1月1日妮可尔·布朗·辛普森拨打的911报警电话作为案件的切入点。在这宗电话中，妮可尔表示自己害怕辛普森会对自己造成身体上的伤害，在电话背景音中，可以听到辛普森在对着她大吼。检方又请来多位专家做证，证明通过血迹的DNA鉴定以及鞋印分析，都表明辛普森曾出现在凶案现场。
检方在审判的最初几周出示证据，证明辛普森曾有对妮可尔的家庭暴力史。辛普森的辩护律师艾伦·德肖维茨则反驳说，只有极少数受到虐待的妇女被其配偶谋杀。

### 辩护律师
辛普森雇佣了一支由知名律师组成的辩护团队，其中包括F. Lee Bailey、罗伯特·夏皮罗、艾伦·德肖维茨（哈佛大学法学院教授）、罗伯特·卡戴珊、Gerald Uelmen（加州大学圣塔克拉拉校区法学院教授）、Carl E. Douglas以及约翰尼·科克伦。辩护团队中还有DNA方面的专家Barry Scheck和Peter Neufeld，二人受雇来推翻检方的DNA证据，他们声称辛普森是受到警方陷害，DNA证据因为他们称之为“草率的内部程序”而受到了污染。
辛普森雇佣辩护团队据称花费了3至6百万美元。被记者冠以“梦之队”名号的辛普森辩护团队，认为洛杉矶警察局警探马克·福尔曼（Mark Fuhrman）在凶案现场伪造了证据。警方的证据采集人员丹尼斯·冯（Dennis Fung）也被严格审视了一番。在长达8个月的审判中，共有150名证人出庭作证。

### 检方指控
尽管未找到凶器，也没有采集到清晰的指纹证据，更没有目击证人，检方认为该案有了DNA证据，铁证如山，一定可以将辛普森绳之以法。根据搜集到的证据，检方推测，辛普森于6月12日晚驱车前往妮可尔·布朗的住处，当时已经决意将她杀死。他们还推测当时妮可尔将两个孩子安顿好，自己也准备上床睡觉。或许是听到了敲门声，抑或是听到外面有动静，妮可尔打开了前门，还来不及叫出声，就被辛普森一把抓住，用刀刺死。根据洛杉矶县出具的法医证据推断，罗纳德·高曼应是在袭击进行过程中来到前门的，显然袭击者用一只手卡住他的喉咙，另一只手则用刀反复刺他。根据检方陈述，妮可尔·布朗当时面朝下躺在地上，袭击者在杀死高曼后，抓住她的头发，将脚踩在妮可尔背部，用刀割断了她的颈动脉。他们接着指称，从妮可尔的公寓，到辛普森乘坐的越野车，再到他位于罗金汉姆大道（Rockingham Drive）的家，辛普森一路上留下了一条“血之路”。
根据检方的说法，辛普森最后一次在公共场合露面是在当晚9时36分，他和当时住在他家的演员、好友Brian 'Kato' Kaelin在附近的麦当劳吃完饭后，一起回到住处的门口。自此之后到晚上10时54分之间，再没有人见到过辛普森。10时54分，辛普森坐进门口的一辆豪华轿车，前往洛杉矶国际机场，乘飞机前往芝加哥，参加赫兹公司（Hertz，美国最大租车行，辛普森是该公司的形象代言人）的一次集会。辩控双方均认为凶案发生在当晚10时15分至10时40分之间，检方认为辛普森驾驶白色越野车来回各需要5分钟。他们传唤了一名居住在邦迪大道附近的目击证人，证实在当晚10时35分，曾见到一辆和辛普森的越野车一样的汽车加速驶离该区域。
根据豪华轿车司机Allan Park的证词，他于当晚10时25分到达辛普森的宅邸。在经过其位于罗金汉姆大道的门口时，并未见到辛普森的白色越野车停在车位上。Allan Park还作证称，自己当时为了找到位置，还看到了门牌号，而检方提交的证据则显示，次日早晨越野车所发现的位置正好是在门牌号旁（意味着那辆车如果当时在那里，Allan Park一定会注意到）。根据辛普森的说法，越野车已经在那里停了数个小时了。另外，Brian 'Kato' Kaelin当时正和朋友Rachel Ferrara通话。Allan Park将车开到阿什福德街上的门处，又折返回罗金汉姆街的门，比较哪里能够更方便轿车进入。当发现罗金汉姆街的门太小后，他再次回到阿什福德街的门口，开始按门铃，但没有回应，此时是10时40分。他之后给老板Dale St.John的呼机发了数条留言，接着又往他家里打了电话，询问辛普森家的电话。大约10时50分，仍在和Rachel Ferrara交谈的Brian 'Kato' Kaelin听到他所在的客房的墙传来三声重击。他决定去外面看看，但不敢直接沿后门黑暗的小路走，而是绕到房前，并看到了Allan Park的轿车停在门外。
Allan Park也看到Brian 'Kato' Kaelin从房后绕到房前，同时他还看到一个和辛普森身高、体型相若的“高个头的黑人男子”从前房门走进房内，之后房中灯亮起，辛普森这才回复了Allan Park的电话，解释说自己睡过头了，会马上到前大门来。Brian 'Kato' Kaelin打开前大门，让Allan Park把车开进来，几分钟后，辛普森从房中走出。Brian 'Kato' Kaelin和Allan Park在帮辛普森把行李放到车子后备箱时，都发现他看起来有些焦虑不安。但是其他证人，包括给辛普森检票的机场职员，都称辛普森当时看起来完全正常。在案件审理过程中，诸如此类相互矛盾的证言反复出现。
辛普森自己的说法是，在凶案发生时他正在睡觉，但这个说法后来变成了多个不同版本的说辞。辛普森的辩护律师约约翰尼·科克伦称，辛普森当晚从未离开过自己的住所，他当时正独自在屋里为芝加哥之行打点行装。据约翰尼·科克伦所说，辛普森在前院的沙坑中打了几下高尔夫球，这就是Kaelin所听到的三声重击。约翰尼·科克伦还找来一位可能提供不在场证明的目击证人Rosa Lopez，她作证称自己曾在罪案发生时看到辛普森的车停在屋子外。但是Lopez的证词并没有提交给陪审团，因为她后来承认自己并不能确认自己具体是什么时候看到辛普森的白色越野车停在屋子外的。
后来，辩护方又试图证明辛普森在身体方面没有犯下凶案的能力。他们认为罗纳德·高曼是个健壮的年轻人，而袭击他的辛普森是已经46岁的退役橄榄球运动员，患有慢性关节炎，在打橄榄球时留下的旧伤让他的膝部伤痕累累。但是公诉人Marcia Clark找出了辛普森两年前的训练录像，以此证明辛普森尽管身体条件不如以前，但绝对称不上孱弱。

### DNA证据
从尸体旁的血脚印和妮可尔公寓后门的血迹采集到的样本被送往实验室进行DNA比对。最初的聚合酶链反应检测并没有排除辛普森的作案嫌疑，而在更为精确的限制性片段長度多態性检测中，辛普森的血液和犯罪现场所提取到的足迹和后门血样吻合。
警方的刑事检验员丹尼斯·冯作证时称，DNA证据表明，凶案发生之时，辛普森在妮可尔·布朗的住处。但在交叉质证阶段，Barry Scheck长达8天的质问使得大部分DNA证据的可信度受到了质疑。来自塞尔玛监测中心（Cellmark Diagnostics）的Robin Cotton作证长达6天。血液证据被送往两个独立实验室检验，分别进行了不同的测试。
尽管有如此安全措施，但冯和其他实验室科学家在交叉质证时透露，警方派去采集辛普森血样，以和凶案现场血液证据比对的技术人员是一个新手，他将装有辛普森血样的试管装在自己的实验室制服口袋里，近一天后才将它作为证据转交。参与检测的一家实验室塞尔玛，曾于1988年和1989年发生过两次失误，两次失误都出现在品質严格控制的检测中，之后就再未发生过类似失误。在1988年的检测中，辩护方雇佣的检测公司也犯下了同样的错误。因为警方技术人员在转交血样时的失职，使得DNA结果的精确性和可靠性不再，原本检方的有力证据一下子成为了他们的软肋。检方认为，他们已经允许辩护方取来DNA证据自行化验，如果辩护方律师不认同检方的检验结果，他们可以用同样的血样自己去做检验。而辩方并没有接受检方给予的便利。
5月16日，曾协助建立加利福尼亚州司法部DNA检验室的犯罪学家Gary Sims对辛普森家房屋中找到的一只手套进行了检验，结果发现上面的血迹与高曼的血液样本一致。

### 马克·福尔曼证词不可靠
1983年，马克·福尔曼以工作压力申请伤残索赔，因此他接受了醫生Dr. Ira Brent的面谈。福尔曼向Dr. Brent透露自己曾痛打嫌犯，有时他会失去理智，变得疯狂。1984年，福尔曼因乱穿马路拦下一位名叫Jarvis Bowers的年轻黑人，扼住他的咽喉，险些造成其死亡。这一切发生在白人聚居区的一家电影院门前，当时有大量的目击者。这次事件让福尔曼损失了一天的薪水。
3月，福尔曼作证称，自己在辛普森家的车道上发现有血迹，此外还在屋内发现了一只黑色的皮质手套，上面检测出有两名受害者及辛普森自己的血迹。尽管在交叉质证时受到律师F. Lee Bailey尖锐的质问，福尔曼在证人席上否认自己是一个种族主义者，并称自己在作证之前的10年间从未用过“黑鬼”（nigger）这个词来形容黑人。但几个月之后，辩方播放的录音资料显示，福尔曼曾反复使用过这个词——总共41次。该录音带由一位名叫Laura McKinny的北卡罗来纳州电影编剧于1986年录制，她为编写一部有关警察的剧本而曾采访过福尔曼。福尔曼的录音带成为辩方质疑福尔曼证词可靠性的一大基础。检方则在结案陈词中表示，即使福尔曼是个种族主义者，这也不应影响证明辛普森有罪的证据的可信度。福尔曼的证言使他后来被指控作伪证，而他对此项指控表示无异议。

### 手套
警方在凶案现场找到了一只深色手套，之后在辛普森位于罗金汉大道的宅邸后，Kaelin居住的客房附近发现了另一只。Kaelin作证称，他在凶案当晚听到的响动的确是从那个地方发出的。布朗曾在1990年为辛普森买过两双这种款式的手套。而根据检方的说法，这两只手套都发现含有辛普森、布朗及高曼的DNA证据，而从辛普森住处发现的手套还有一缕金色的毛发，与布朗的头发一致。
1995年6月15日，辩护方律师约翰尼·科克伦对助理检察官克里斯多福·达登采用了激将法，使他要求辛普森戴上在凶案现场发现的手套。检方先前曾以手套浸满血迹（据检方称，血液来自辛普森、布朗和高曼），又多次冷冻与解冻为由，拒绝辛普森试戴手套，卡拉克和其他检察官之前曾建议达登不要让辛普森试戴手套，但达登反驳说，从好的方面想，手套或许会正好合适。因此达登不顾劝阻，决定让辛普森试戴手套。
皮质手套似乎太紧，辛普森戴上并不容易，特别是他在里面还戴了一双橡胶手套。乌尔曼说了一句俏皮话，后来被科克伦在结案陈词中反复使用，“如果套不住，你就該放了他。”（"If it doesn't fit, you must acquit"）1995年6月22日，助理检察官克里达登向法官兰斯·伊藤（Lance Ito）表示，他认为辛普森“有关节炎，我们调查了他服用的药物，其中有消炎药，而我们得知他一天未服用这些药物，这使得他的关节肿胀以及手部发炎”。检方还表示，他们认为手套因为浸泡在血中，再加之后来的检测，已经缩水褶皱。检方主张，凶案现场所发现的辛普森血液来自他左手中指的割伤。警方在1994年6月13日注意到了他的伤口。他们声称这个伤口来自罗纳德·高曼的垂死挣扎。但是辩方注意到两只手套上都没有找到任何破损。辩方还指称是福尔曼为栽赃辛普森，将手套放到他的住处，并认为手套上发现的毛发来自布朗的说法不足采信。

### 种族问题
在结案陈词中，达登对于警方可能想陷害辛普森的观点大加奚落。他问道，如果洛城警方要针对辛普森，为什么在8次因家庭暴力投诉前往他家时，并没有逮捕他，而直到1989年才最终传唤他，而他们在面对1994年这起谋杀案时，为什么又要在等了5天之后才抓捕他。
科克伦在向陪审团的结案陈词中，将福尔曼比作阿道夫·希特勒，这一做法后来受到罗伯特·夏皮罗和至少一名陪审团成员的批评。科克伦称福尔曼是“一名种族灭绝主义者，一名作伪证者，是美国最大的梦魇，是邪恶的化身”。
人们开始担心1992年因4名警官殴打黑人罗德尼·金引起的种族暴乱会再次上演。为此，警员们的轮换时间调整到12小时，在裁决当天，洛杉矶县法院由超过100名骑警把守，防止非裔族群发生暴动。

### 陪审团裁决
1995年10月3日上午10时，仅在前一天经过4小时的商议后，陪审团做出无罪裁决。

### 证据
- DNA检测显示，在布朗被杀现场所发现的血是O·J·辛普森的。这个血液来自辛普森之外的人的可能性大约是1.7亿分之一。[22]
- 在辛普森的卧室里找到一双他的短袜，对上面血迹所做的DNA分析证明其来自妮可尔·布朗。DNA特征一致的可能性仅为约97亿分之一，而由于是在两个独立DNA实验室做的实验，可能性缩小为210亿分之一。[14][22]两只短袜上各有约20处血渍。[14]
- 辩方医疗专家、来自康涅狄格州警方法医科学实验室（the Connecticut State Police Forensic Science Laboratory）的李昌鈺博士在檢視現場證據時，發現一段影片與一張照片。影片內容是洛杉磯警方第一時間在辛普森臥房拍攝的影片 (保護警方被要求損毀賠償)，照片內容則是鑑識人員在犯罪現場的紀錄。在影片中並沒有發現襪子在床腳，但是在照片中襪子卻出現了，這顯示證物曾經遭到移動。在經過一個多月的DNA化驗，發現襪子上的血是屬於受害者妮可。但是在檢視這只左側外面踝關節突出處有血漬的襪子時，卻發現襪子的右側內面纖維上也有12處凝固的顯微小血珠，右側外面則未發現血跡，犯罪現場距離辛普森家約兩英里10分鐘車程，如此少量的血液凝固不用幾分鐘，若是穿在腳上血液早就凝固，這顯示血跡並不是在襪子穿在嫌犯腳上時沾上的，而是襪子平放時血液由上面透到下面。李证实，采集短袜的过程中，短袜可能遭到了污染。[23]
- 在辛普森的越野车内外及附近血迹所作的DNA表明，其来自辛普森、布朗和高曼。[24]
- 在高曼的衬衫上找到的毛发，与辛普森的一致。[24]
- 在妮可尔的公寓后面，停车的位置，发现了数个沾着新鲜血迹的硬币。
- 在布朗家门外发现的左手手套上含有血迹，其DNA检验证明是辛普森、布朗、高曼三者血液的混合物。尽管手套沾满血，但在手套附近没有任何血迹。[24]
- 手套上还有少量毛发，与高曼的毛发一致，一顶带有辛普森越野车地毯纤维的帽子。[8]凶案现场发现的针织帽上面带有的毛发同辛普森的一致。[8]高曼身上发现了深蓝色棉纤维，检方找来目击证人证实，辛普森当晚穿了一件同样颜色的运动装。[8]
- 在妮可尔·布朗家中发现的左手手套同在辛普森住处发现的右手手套是搭配的。[25]
- 洛杉矶县区检察官办公室和法医办公室无法解释为何当初从辛普森那里提取并收入证据中的8cc（立方厘米）的血液少了1.5cc。[26]
- 警官发现拘捕记录，表明辛普森曾被指殴打妻子妮可尔·布朗。布朗面部伤痕累累的照片被公开。
- 大多数定罪证据：血手套、血短袜、越野车内外的血迹，都是由洛杉矶警察局警探马克·福尔曼发现的。他后来因在审判中声称自己10年内未使用过“黑鬼”一词被指控伪证罪。在他的正直受到质疑后，他在庭审中援引美国宪法第五修正案中不必自证其罪的条文，以避免对此的进一步追问。[26]
- 联邦调查局鞋印专家William Bodziak推断，现场的血脚印是一双极其少见的布鲁诺马利（Bruno Magli）鞋印，据报道仅在美国卖出299双。[8]血印最大的尺寸为12号（305毫米），这和辛普森的鞋码是一致的。[8]在刑事审判中，辛普森的辩护律师认为检方没有证据证明辛普森曾买过这样的一双鞋，[8]不过当时的自由职业摄影师Harry Scull表示，自己于1993年拍摄的一张辛普森的照片显示，他在公开场合穿着了一双这样的鞋，后来照片发表在《国家询问报》上。辩护团队声称照片经过篡改，尽管之后其他许多1994年之前拍摄的辛普森装着布鲁诺马利鞋的照片被发现并公布。[27]
- 由警方刑事检验员搜集的证据受到了批评。他承认自己“漏掉了尸体旁篱笆上的几处血迹”，但在证人席上，他表示“数周后重回现场采集了这些血迹”。[26]
- 冯承认自己在采集部分证据时没有戴橡胶手套。[26]
- 洛城警署警探Phillip Vanatter作证时表示，他看到有照片显示，在证据采集之前，有媒体人士倚靠到辛普森的越野车上。[26]

#### 未在庭上展示的证据
- 罗斯餐具行（Ross Cutlery）提供的收据表明，辛普森曾在凶案发生六周前购买了一把12英寸（300毫米）长的匕首。这把刀同验尸官所描述的造成刺伤的刀特征很像。[2]检方发现商店雇员将他们的故事以12,500美元的价格卖给《国家询问报》后，决定不将其作为呈堂证供。[2]
- 吉尔·夏夫利曾看到一辆白色福特越野快速驶离邦迪道，险些在路口和另一辆车相撞。[2]她以5000美元的报酬上了电视节目《Hard Copy》，检方因此拒绝让她出庭作证。[2]
- 一家妇女庇护所Sojourn，曾在凶案发生四天前接到布朗的电话，布朗在其中表示自己对前夫感到恐惧，认为他正在跟踪自己。[2]检方认为伊藤法官会认为这个证据是道听途说。[2]此外，朋友和家庭成员都表示，妮可尔·布朗经常会说辛普森在跟踪自己。[2]她曾说自己无论走到哪，都会注意到辛普森在那里，监视她。布朗的朋友菲依·雷斯尼克（英语：Faye Resnick）和Cynthia Shahian都表示，布朗害怕辛普森，是因为辛普森曾对她说，如果他发现布朗和其他男人在一起，就要杀了她。[2]
- 前美国橄榄球联盟（NFL）球员、牧师Rosey Grier曾在凶案发生后，到洛杉矶县监狱探视过辛普森。他和一名狱警都向伊藤法官作证称，他们听到辛普森高喊自己并不是故意要这么做，之后，Grier曾要求他坦白一切。[2]Lance Ito则裁定此证言不得出现在法庭上。[2]

## 媒体报道

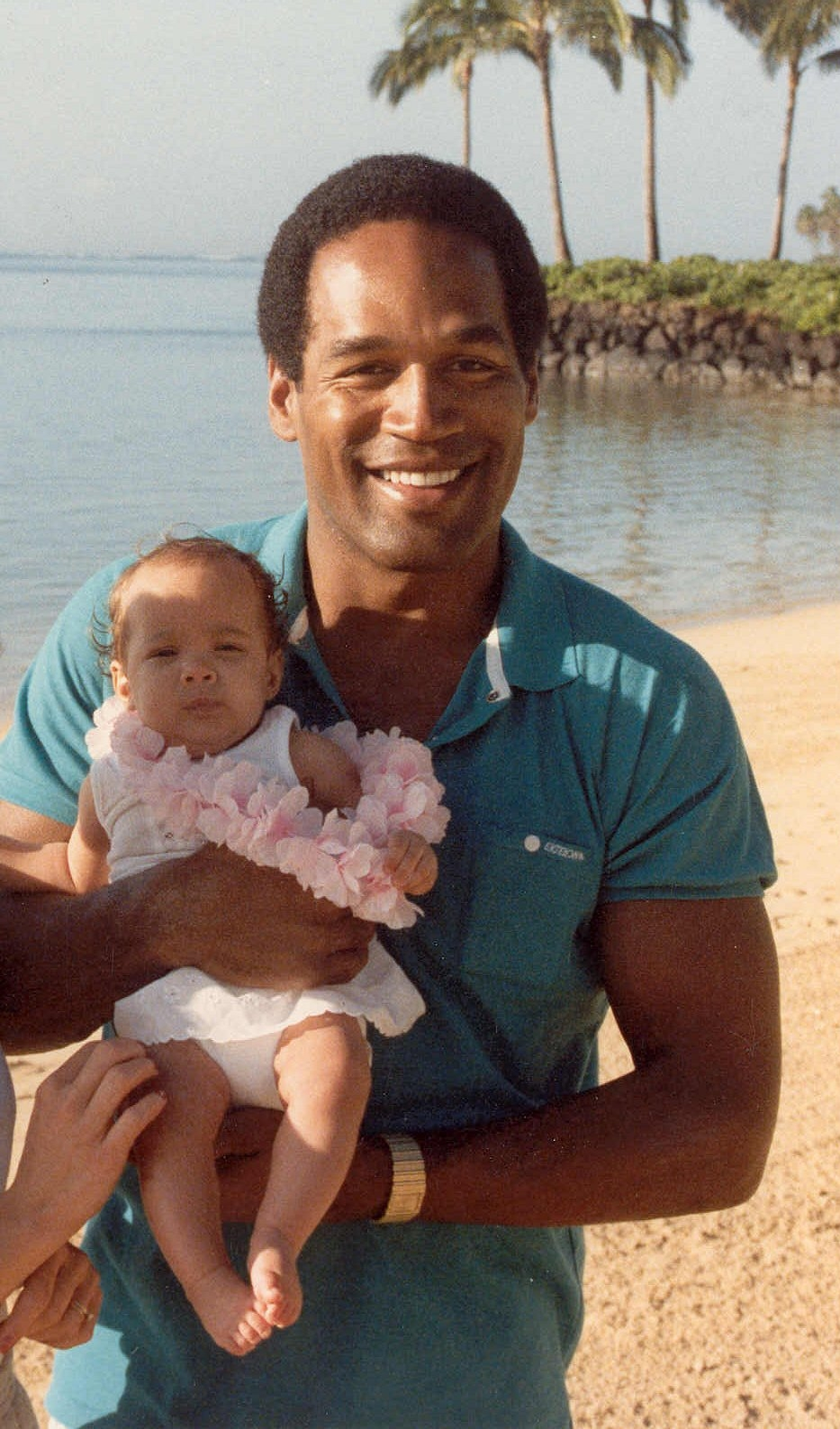
O.J.辛普森与他的女儿Sydney在夏威夷檀香山，1986年

审判得到了媒体的广泛报道。媒体的报道有时很具争议。是否允许在法庭上拍摄是伊藤法官需要决定的首要事项之一，而他最终批准攝影直播。伊藤后来因为这个决定受到其他法律专家的非议，而伊藤本人和其他与案件相关的人员（马西娅·克拉克、马克·福尔曼、卡托·凯林）都被认为或多或少受到了媒体和与之而来的关注的影响。从1994年到1997年，关于案件的新闻报道有2,237条。
1994年6月27日，《时代周刊》刊登了封面故事“美国式悲剧”（An American Tragedy），封面上是O·J·辛普森的收监照片。照片色调比平常的杂志图片要深，而且和《新闻周刊》同一时间刊登的原版照片比，也要深很多。《时代周刊》当时成为媒体丑闻的代表，它被发现请人对照片进行处理，加深了照片的颜色。评论家认为，这是为了让辛普森看起来更加“危险”。这张封面照片的出版引起广泛的对其种族主义评论和耸人听闻的报道的批评。时代杂志公开道歉，而全美的新闻机构纷纷出台规定，禁止这种对图片的修改。

## 对裁决的反应
在审判后对陪审员的采访中，一些陪审员表示，自己觉得辛普森或许真的犯下谋杀罪，但是检方把案子搞砸了。三名陪审员出版了一本名为《Madam Foreman》的书，在书中他们表示，是警方的失误，而非种族问题，使他们做出无罪裁决，他们认为检察官办公室指派的公诉人达登是个“污点”。
对裁决的批评声音认为，陪审团商议的时间过短，陪审员并未充分了解科学证据。
辩护律师罗伯特·夏皮罗撰写了一本名为《探寻正义》（The Search for Justice）的书，他在书中批评，F·李·贝利是“我行我素不顾后果的人”，科克伦不应将让案件牵扯上种族问题。他不认为洛杉矶警署会因为种族原因陷害辛普森，但是认为基于合理怀疑的判决是适当的。
前洛杉矶县区代理检察官文森特·布廖西（Vincent Bugliosi，曾处理过查尔斯·曼森的案件）出版了一本名为《无法无天：辛普森无罪获释原因五探》（Outrage: The Five Reasons O.J. Simpson Got Away With Murder）的书。布廖西强烈批评了克拉克和达登。他指出他们的多处失误，例如没有在法庭上展示辛普森试图逃跑前写的便笺。布廖西认为那张便笺“散发着”罪恶感，陪审团应该看看。他还指出陪审团从未被告知在越野车上发现了的东西：一套换洗衣物、大量的现金、护照以及易容工具。检方认为这些物件可能会引发情感因素，干扰他们的起诉，尽管这些物件显示辛普森可能有逃跑的意图。
辛普森对于他的手在凶案发生当晚受伤，曾做过一段有罪供述。布廖西批评克拉克和达登没有让陪审团听这段供述。他还说检察官应当更加详细的挖掘辛普森虐待妻子的事实。布廖西认为应当向主要由黑人组成的陪审团成员阐明，辛普森对非洲裔社区影响很小，他没有为其他不如他幸运的黑人做任何事情。布廖西指出，尽管检方显然明白辛普森的种族和谋杀并无关联，但是一旦辩护方“打开大门”，将辛普森粉饰成黑人族群领袖时，应当提出反驳的证据，以防止因此影响陪审团的裁决。他还批评检方的结束陈词不够充分。
检方没有选择在凶案发生地布伦特所属地区、白人聚居区加州圣摩尼卡审理该案，而选择在非白种人居多的洛杉矶。布廖西对这一决定大加挞伐。在陪审团成员选择上，辩护方故意制造难题，让检控方很难反对他们选择的黑人陪审员，因为基于种族理由将某人排除在陪审团之外是违法的。加州在人民诉惠勒案（People v. Wheeler）中禁止这种做法，而美国最高法院在数年后的巴特森诉肯塔基（Batson v. Kentucky）中也做出同样的规定。根据媒体报道，公诉人马西娅·克拉克认为无论种族，女性都因该案中的家庭暴力因素而产生同情心，并和她有更好的沟通。但是根据辩方的调查，女性大多会倾向于无罪裁定，而陪审员并不适应克拉克这种类型的女性，而黑人女性也不会对白人女性受害者表示同情。因此双方都接受了较多数量的女性陪审员。最初陪审员候选名单构成为40%的白人，28%的黑人，17%的西班牙裔白人和15%的亚裔，而最终陪审团的组成是10女2男，其中有9名黑人，2名白人和1名西班牙裔白人。
有人认为检方的最大失误就是选择了以黑人女性为主的陪审团。据称陪审团的黑人女性将受害者妮可尔·布朗（一名白人女性）视为从黑人女性手中夺取成功黑人男性的敌人，因此，她是咎由自取。
对于该案中种族因素的讨论一直持续到案件结束后。一些调查和评论家总结道，许多黑人尽管对辛普森的清白有怀疑，但是更倾向于怀疑警方和法庭的可靠性及公平性，因此较少怀疑这样的结果。而在辛普森的民事案件裁决公布后，大多数白人认为正义得到了伸张，而大多数黑人（75%）不认同裁决，认为这是种族因素导致的。NBC于2004年所做的调查显示，尽管抽样的1,186人中，有77%的人认为辛普森有罪，但样本中只有27%的黑人这样认为，而持此观点的白人则达到87%。无论“种族鸿沟”的本质如何，人们仍然以种族观点来看待辛普森案。
兰斯·伊藤法官也因其允许该案成为媒体活动的舞台，而且没能尽职调节法庭程序进展而受到批评。

## 民事审判
在刑事审判结束4个月后，高曼的父母弗雷德·高曼（Fred Goldman）和莎伦·鲁弗卢（Sharon Rufo）以非正常死亡为由起诉辛普森，而由布朗之父卢·布朗（Lou Brown）代表布朗的遗产与辛普森打起“遗产大战”。案件在法官的要求下，没有在电视上播出。高曼家的律师是丹尼尔·彼得罗切利（Daniel Petrocelli），辛普森的律师为鲍勃·贝克（Bob Baker）。辩控双方律师都受到在场律师的高度评价。辛普森在案件中的辩护费用估计为1百万美元，由他所属公司Orenthal公司的一项保险政策埋单。
贝克一度允许彼得罗切利呈上辛普森没有通过关于谋杀案的测谎证据，这成为他的失误。福尔曼没有被传唤作证，而辛普森则被传唤为自己作证。民事审判陪审团裁决，作为布朗和辛普森的孩子，西德尼和贾斯汀将从布朗财产继承人辛普森那里得到1250万美元。受害者家庭则得到3350万美元的补偿性及惩罚性损害赔偿金。
辛普森因其在陪审团做出不利的裁决后，以藏匿资产试图规避裁决遭到批评。

## 审判后续
由于审判后辛普森在民事审判之后试图逃避向受害者家庭支付赔偿，也没有表现出要按自己所承诺的那样，寻找“真正的凶手”，一些辛普森的支持者逐渐改变了他们的看法。

### 疑似招供
1994年9月，成人片演员詹妮弗·皮斯（Jennifer Peace），艺名“德文·施尔”（Devon Shire） 出面表示，自己是阿尔·考林斯的女朋友，考林斯曾告诉她，辛普森对自己坦白了罪行。皮斯被克拉克和霍德曼传唤来向大陪审团作证，她后来称考林斯告诉她，辛普森犯下了两宗谋杀案，凶器已经“与鱼长眠水底”。
皮斯将自己的故事以据称六位数的价格卖给了《明星杂志》（Star Magazine）和《美国日志》（American Journal），这一行为使得她可信度受损，在后来的大型审判中没有被传唤。当时有人推测，检方是希望通过皮斯给考林斯施加压力，让他站出来指证辛普森。当这一策略失败后，大陪审团解散，审判继续。
1998年2月刊的《風尚》（Esquire）杂志中，辛普森在接受采访时说：“让我们假设我犯下了这个罪行……即使我真的这样做了，那也是因为我爱她至深，对不对？”辛普森说自己会去寻找真正的凶手，他坚信那是一个职业杀手。但没有证据显示辛普森在积极寻找“真正的凶手”。
2006年11月，里根书屋（ReganBooks）对外宣布，将发布一部由O·J·辛普森撰写的《如果我做了》（If I Did It）的书，同时还有电视采访，署上将其描述为是一个假定招供。“这是历史性的一案，我认为这是他的供词”，出版商朱迪丝·里根（Judith Regan）向美联社这样表示。11月20日，里根书屋的母公司新闻集团面对高涨的公众批评，叫停了书和电视采访的发布。总裁鲁伯特·默多克在新闻发布会上表示：“我和高级主管们同美国公众观点一致，这是一个病态的项目。”里根于2006年12月被开除。
2007年6月，一名联邦法官判令罗纳德·高曼的父亲弗雷德·高曼可以追索辛普森书的出版权。2007年7月，一名联邦破产清算法官将该书的权益转给高曼家族，以抵偿3800万的非正常死亡民事审判赔偿。高曼获得该书著作权后，他组织人出版了该书，命名为《如果我做了：杀手的供述》（If I Did It: Confessions of the Killer） 。
该书由巴勃罗·芬哈维斯（Pablo Fenjves）代笔完成。芬哈维斯在采访中表示，辛普森积极地合作完成了该书，而且他“知道”他是凶手。 
福克斯电视台于2006年11月底播出了对辛普森的采访，其中辛普森假设“如果他是应对凶案负责的人”，他会如何在1994年杀掉前妻妮可尔·布朗·辛普森和她的朋友罗纳德·高曼。
2008年5月，麦克·吉尔伯特（Mike Gilbert）发布了新书《我如何帮助O·J逃脱罪责》（How I Helped O.J. Get Away with Murder），其中详细描述了辛普森如何向他坦白自己的谋杀行为。纪念品出售商吉尔伯特曾是一名经纪人，是辛普森的朋友。他称辛普森在审判后数周，在自己位于布伦特伍德的家中向他坦白了谋杀之夜的经过，当时辛普森抽了大麻，吃下了安眠药，还喝了啤酒。据称当时辛普森说：“如果她当时没有手里拿着刀出现在门口……她现在还活着。”吉尔伯特说，这证实了辛普森所说的。辛普森否认自己曾这样说过。辛普森现在的律师耶鲁·加兰特尔（Yale Galanter）表示，吉尔伯特所说的没有一句属实，并称吉尔伯特是“急需钱且有妄想症的瘾君子。他自己过的很艰难。国税局（IRS）常常找他的麻烦。”

### 其他谋杀案理论
另一种理论认为，辛普森的儿子贾森·辛普森（Jason Simpson）犯下了谋杀罪。这是由独立调查员威廉·迪尔（William Dear）出版的书《O·J有罪，但罪不在谋杀》（O.J. is Guilty, But Not of Murder）的核心理论。该书出版于2000年，是迪尔耗时6年调查的结果。他试图解释辛普森自证其罪的行为和相关证据。迪尔在书中表示，有众多要点支持他的理论。该书也是一部名为《被忽略的疑犯》（The Overlooked Suspect）的纪录片的基础，该片中包含一些新证据，于2007年末上市。

## 30年后目击证人打破沉默
2024年4月，辛普森案的关键证人约翰·邓顿（John Dunton）打破沉默告知英国《每日邮报》：案发时辛普森确实在现场，辛普森雇佣了四名甘比诺犯罪家族的歹徒，杀害了其前妻及她的男友。此谋杀案发生后，洛杉矶警方曾找邓顿了解情况，最初邓顿很合作，但后来却保持了沉默。邓顿说他当时受到了“暴徒的可怕的威胁”，非常害怕，因而停止了与执法部门合作，以至于后来因为拒绝回答陪审团的问题，被判入狱23天。2024年4月10日，76岁的辛普森患癌去世，邓顿此时才敢打破沉默告诉公众当时到底发生了什么。邓顿称这30年来他好像“经历了一段在地狱的日子”。

## 延伸阅读
- Bugliosi,Vincent. 1997. Outrage: 5 Reasons Why O.J. Simpson Got Away with Murder. Seattle: Island Books. ISBN 0-440-22382-2

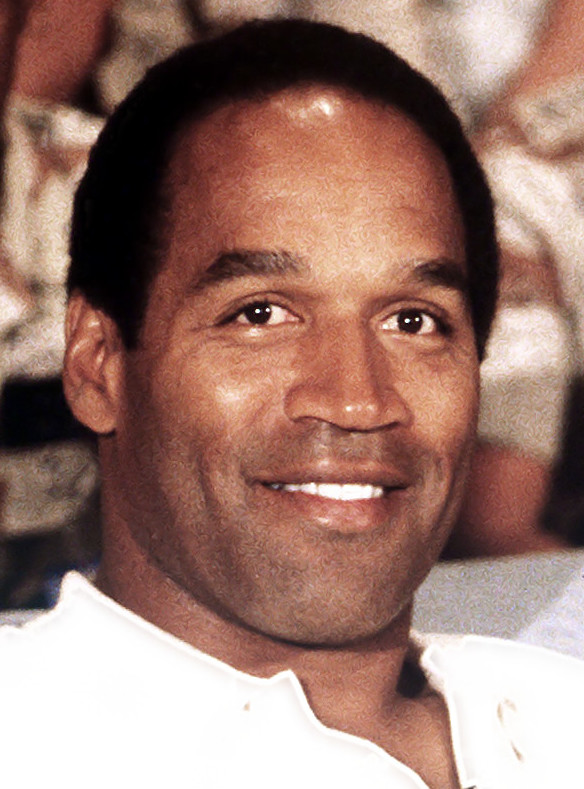
被指控谋杀罪的O.J.辛普森，1990年

- Cotterill,Janet. 2002. Language and power in court, a linguistic analysis of the O. J. Simpson trial. Basingstoke: Palgrave. ISBN 0-333-96901-4
- Felman,Shosana. 2002. The Juridical Unconscious: Trials and Traumas in the Twentieth Century. Cambridge, MA: Harvard University Press. ISBN 0-674-00931-2
- Garner, Joe. 2002. Stay Tuned: Television's Unforgettable Moments. Kansas City: Andrews McMeel Publishing. ISBN 0-7407-2693-5
- Hunt, Darnell M. 1999. O. J. Simpson facts and fictions. Cambridge: Cambridge University Press. ISBN 0-521-62456-8
- Dear, William C. 2000. O.J. Is Guilty But Not of Murder. Dear Overseas Production. ISBN 0-9702058-0-5